# Белах, Артем Владиславович
Артем Владиславович Белах (род. 18 сентября 1996 года, Ерейментау, Казахстан) — российский боец ММА. Начал свою профессиональную карьеру в 2017 году, провел 12 боев, из которых 10 побед и 2 поражения. Принимал участие в турнирах таких промоушенов, как ONE FC, RCC, Open Fighting Championship.

## Профессиональная карьера

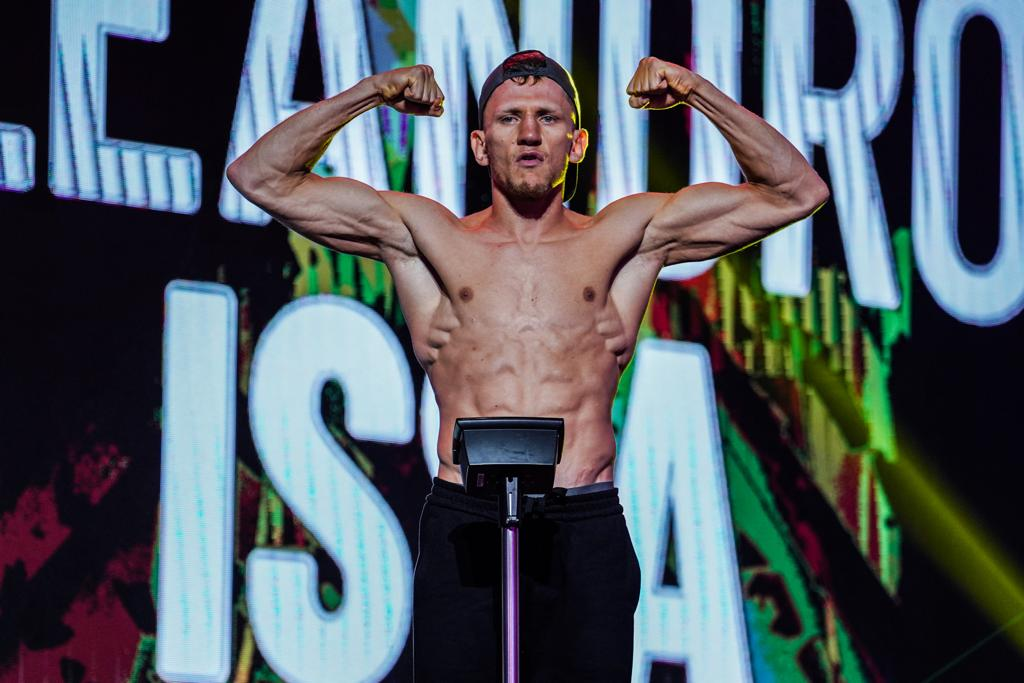
Взвешивание перед боем Артем Белах — Leandro Issa ONE FC 162, 20 октября 2022, Куала-Лумпур, Малайзия

Артем впервые выступил на профессиональной арене в региональном промоушене Народный чемпионат в 2017 году. В первом же бою он одержал победу над Алексеем Голубятниковым, после чего последовало ещё пять побед подряд.

В бою с Гором Халатяном в мае 2019 он нокаутировал противника ударом «летящего колена» и получил звание «Лучший нокаут года» в лиге RCC.

В своих последних выступлениях он победил удушающим приемом Элвиса Батисту де Силву на OpenFC, а затем и Никиту Балтабаева на турнире RCC.

В мае 2022 года Артем заключил контракт с ONE FC и переехал в Пхукет (Таиланд). Тренируется в команде Tiger Muay Thai.

21 октября 2022 Артем дебютировал на ONE FC против опытного бразильца Леандро Исса и победил единогласным решением судей.

## Статистика ММА[6][7]
| Боёв 12         | Побед 10 | Поражений 2 |
| --------------- | -------- | ----------- |
| Нокаутом        | 2        | 1           |
| Сдачей          | 7        | 1           |
| Решением        | 1        | 0           |
| Ничьи           | 0        | 0           |
| Не состоявшихся | 0        | 0           |

| Результат | Рекорд | Соперник                | Способ                                                | Турнир                                                                | Дата             | Раунд | Время | Место                                                                | Примечание |
| --------- | ------ | ----------------------- | ----------------------------------------------------- | --------------------------------------------------------------------- | ---------------- | ----- | ----- | -------------------------------------------------------------------- | ---------- |
| Победа    | 10-2   | Энх-Оргил Баатархуу     | Техническим нокаутом (колено и удары)                 | ONE Championship: Fight Night 18                                      | 13 января 2024   | 2     | 4:55  | Таиланд, Бангкок                                                     |            |
| Поражение | 9-2    | Квон Вон Ил             | Техническим нокаутом (удары)                          | ONE Championship: ONE Fight Night 11                                  | 10 июня 2023     | 2     | 3:57  | Таиланд, Бангкок                                                     |            |
| Победа    | 9-1    | Леандро Исса            | Решением (единогласным)                               | One Championship 162                                                  | 21 октября 2022  | 3     | 5:00  | Малайзия, Куала-Лумпур, Арена Axiata                                 |            |
| Победа    | 8-1    | Никита Балтабаев        | Сабмишном (удушение гильотиной)                       | RCC 11: Штырков — Колобегов                                           | 06 мая 2022      | 1     | 3:43  | Россия, Свердловская область, Екатеринбург, Академия единоборств РМК |            |
| Победа    | 7-1    | Элвис Батиста да Сильва | Сабмишном (удушение сзади)                            | Open FC 6: Попов — Батиста                                            | 04 июля 2021     | 2     | 1:48  | Россия, Краснодар, DS Olympus                                        |            |
| Поражение | 6-1    | Дмитрий Бабкин          | Техническим сабмишном (удушение ручным треугольником) | RCC Intro 10                                                          | 21 ноября 2020   | 3     | 4:52  | Россия, Свердловская область, Екатеринбург, Академия единоборств РМК |            |
| Победа    | 6-0    | Бекнур Кочкоров         | Сабмишном (удушение ручным треугольником)             | MMA Series 7 People’s Championship                                    | 20 июня 2020     | 1     | 1:20  | Россия                                                               |            |
| Победа    | 5-0    | Гор Халатян             | Нокаутом (удар коленом в прыжке)                      | Russian Cagefighting Championship RCC Intro 4                         | 08 мая 2019      | 1     | 4:27  | Россия, Свердловская область, Екатеринбург, Академия единоборств РМК |            |
| Победа    | 4-0    | Сураджи Гасанов         | Сабмишном (удушение треугольником)                    | Russian Cagefighting Championship RCC Intro 2                         | 24 ноября 2018   | 2     | 3:25  | Россия, Свердловская область, Екатеринбург, Академия единоборств РМК |            |
| Победа    | 3-0    | Иван Лапонов            | Сабмишном (скручивание пятки)                         | R.O.D. MMA Call of the Ancestors                                      | 28 июля 2018     | 1     | 1:21  | Россия, Ульяновск, Central Square                                    |            |
| Победа    | 2-0    | Сергей Шаповалов        | Сабмишном (удушение треугольником)                    | Rostov Region Pankration Federation National Championship: Stage Club | 15 сентября 2017 | 1     | N\A   | Россия, Ростовская область, Таганрог, Stage Club                     |            |
| Победа    | 1-0    | Алексей Голубятников    | Сабмишном (удушение гильотиной)                       | Rostov Region Pankration Federation National Championship 23          | 24 февраля 2017  | 1     | 3:06  | Россия, Ростовская область, Таганрог, Stage Club                     |            |